# Torre de Hércules (Villajoyosa)
La torre de Hércules es una torre funeraria romana que se encuentra a tres kilómetros al noreste de Villajoyosa (España), antigua ciudad romana de Allon (Hispania Tarraconensis). Está declarada Bien de Interés Cultural desde 1990. Anteriormente fue conocida como Torre de San José. Se trata de uno de los principales iconos de la arqueología romana de la Comunidad Valenciana.

## Historia

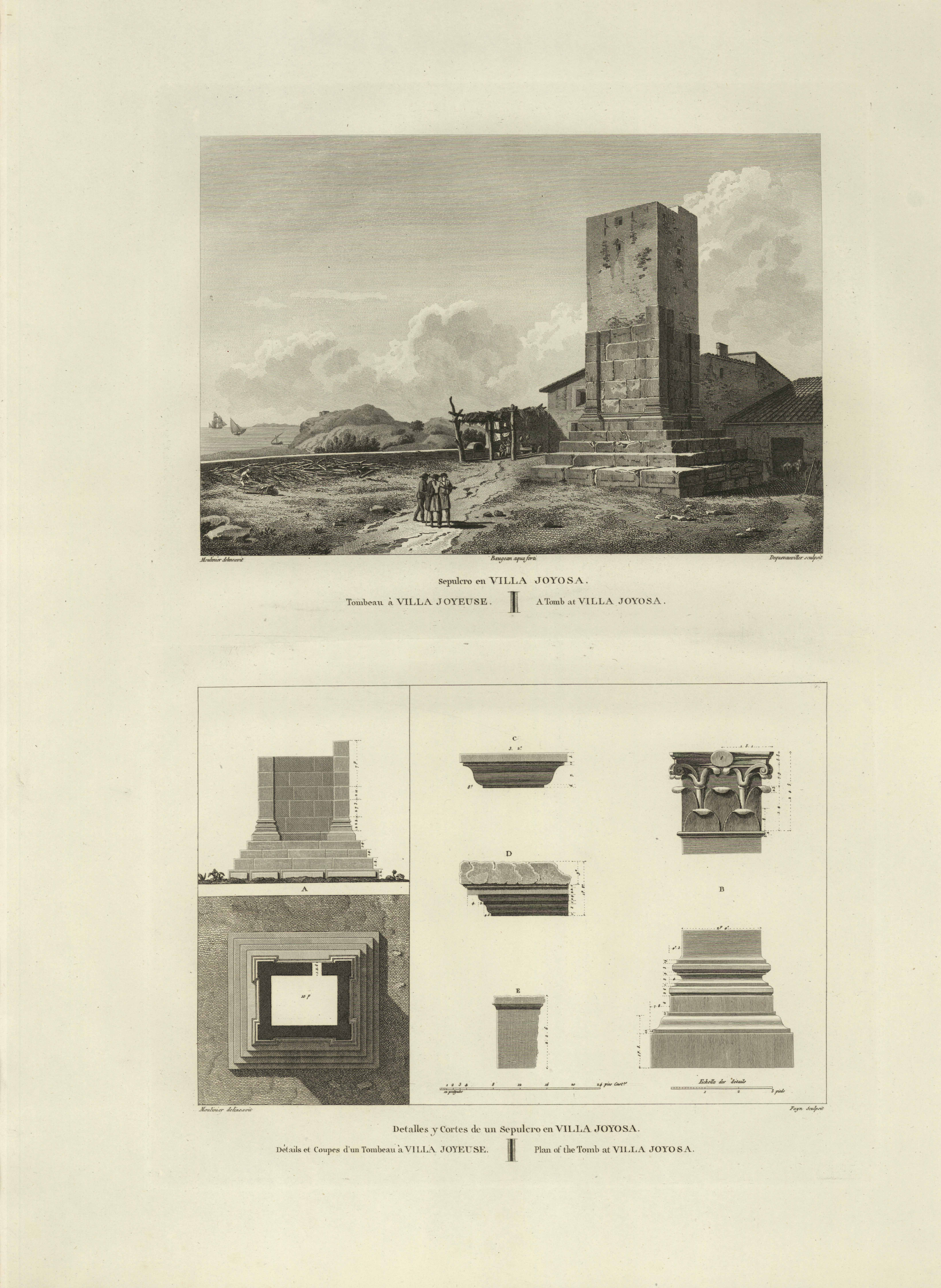
«Sepulcro en Villa Joyosa» en Voyage pittoresque et historique de l'Espagne

El primer historiador que da noticias sobre el monumento es Gaspar Escolano (1610). En el siglo XVIII el primer arqueólogo alicantino, Antonio de Valcárcel, Conde de Lumiares, realizó excavaciones en la zona. A finales del siglo XVIII, Alexandre de Laborde visita y describe el monumento en su obra Voyage pittoresque et historique de l'Espagne, publicado en 1806 e ilustrado con espléndidos grabados del monumento, obra de François Dequevauviller.
Lorenzo Abad y Manuel Bendala publicaron el primer estudio detallado del monumento en 1985, y recientemente el primero de ellos ha publicado una revisión y actualización del mismo. Según estos investigadores se construyó hacia el 2º cuarto del s. II d. C. Estos monumentos solían ubicarse junto a las calzadas, como todas las tumbas romanas. Sin embargo, la Torre de San José es excepcional porque parece haberse erigido no para ser contemplada desde un camino de tierra sino desde el principal camino de la Antigüedad: la mar. De hecho, se encuentra situada sobre un talud en primera línea de costa, en la cala del Torres, de forma que destaca claramente en el paisaje cuando se navega frente a ella. Se trata del mayor de los tres monumentos funerarios turriformes de la época romana mejor conservados de la península ibérica, junto con la Torre de los Escipiones (Tarragona) y la Torre Ciega (Cartagena).
El año 2007 fue muy importante en la historia de la torre: el Ayuntamiento de Villajoyosa, dentro de la urbanización de la zona, acometió la demolición del cuerpo superior moderno construido sobre la torre y de la casa anexa al monumento. También se acometieron las excavaciones del entorno, ya propiedad municipal, dentro del Proyecto Villajoyosa Romana: de la República a la Antigüedad Tardía, desarrollado por Vilamuseu (Sección Municipal de Arqueología, Etnografía y Museos) y el Área de Arqueología de la Universidad de Alicante, bajo la codirección de Lorenzo Abad, Sonia Gutiérrez e Ignacio Grau (Universidad de Alicante), y de Diego Ruiz, Amanda Marcos y Antonio Espinosa (Vilamuseu).
En 2011 se ha retomado el proyecto de restauración de la torre por la Dirección General de Patrimonio de la Generalidad Valenciana y el Ayuntamiento de Villajoyosa. El proyecto original, obra del arquitecto Santiago Varela, está siendo revisado y adaptado a los recientes descubrimientos e investigaciones, para una próxima ejecución. En 2012 han comenzado a realizarse visitas guiadas al monumento, así como eventos de recreación con la colaboración del grupo recreacionista Legio VIIII Hispana de la Asociación Hispania Romana, para su puesta en valor incluso antes de su restauración.
En la actualidad se encuentra completamente reconstruida.

## Características arquitectónicas
Es un monumento turriforme (es decir, en forma de torre), de los llamados "de edicula cerrada", es decir, que su interior no tenía acceso alguno. Está construida con sillares rectangulares. Tiene un basamento escalonado, sobre el que, tras una moldura en cyma recta, se asienta el cuerpo principal, que también es de sección rectangular, con el eje mayor orientado E-O. Está decorado con pilastras de esquina con su basa, fuste y capitel corintio sencillo. El tercio superior se desmontó probablemente en el siglo XVI con la intención de aprovechar la piedra en las murallas de Villajoyosa, aunque muchos sillares quedaron en sus inmediaciones, y entre ellos elementos de todas sus partes, como un capitel de esquina; fragmentos de arquitrabe, friso y cornisa; e incluso un sillar con un rebaje rectangular frontal que pudo albergar una placa con la inscripción del difunto. Según L. Abad y M. Bendala, el monumento pudo estar coronado por un pyramidium, o remate en forma de pirámide, como muchas torres similares, aunque no se conservan restos del mismo. En la tercera hilada de las caras E y O del monumento hay sendos orificios de sección inclinada hacia el interior, para hacer las libaciones (ofrendas funerarias de líquidos, especialmente vino) al difunto. 
La torre es muy similar a la de Daimuz (Valencia), que fue desmontada en el siglo XIX.
La torre se declaró bien de interés cultural con su nombre más reciente, Torre de Hércules, derivado del apellido de uno de sus últimos propietarios. Sin embargo, durante siglos se conoció como Torre de Joseph y más tarde este nombre derivó en el de Sant Josep, por una santificación de topónimos frecuente en la cultura popular cuando se pierde la explicación del origen de un nombre. Se ha pensado que Josep pudo ser un antiguo propietario, aunque recientemente se ha propuesto también que la propuesta de Gaspar Escolano (1610) de que el nombre de Josep derivara del de Josa no ande desencaminada, porque en la Edad Moderna el nombre valenciano de Villajoyosa (Vila Joiosa) aparece frecuentemente contraído en la forma Vilajosa, con lo cual el nombre antiguo podría haber sido Torre de (Vila) Josa, y de ahí derivar al de Sant Josep. 
Al parecer en el siglo XIV, tras la conquista por la Corona de Aragón, se practicó un portillo en la cara norte para expoliar el interior. En las excavaciones de 2011 se ha constatado diferentes zanjas de expolio, hasta mediados del siglo XX. No quedaba rastro del difunto ni de su ajuar funerario, salvo dos dientes humanos sin trazas de haber sido quemados, lo que hace pensar en la posibilidad de que se trate de una de las primeras torres con rito de inhumación de la península ibérica, ya que durante el s. II se produce el cambio del rito funerario de la cremación del cadáver a su enterramiento sin quemar.